# SOCAR

SOCAR (The State Oil Company of Azerbaijan Republic) är Azerbajdzjans statliga olje- och gasbolag med huvudkontor i Baku. Verksamheten går tillbaka till Azneft, ett bolag som skapades efter Ryska revolutionen och det påföljande förstatligandet av oljeindustrin. 1992 bildades SOCAR utifrån denna verksamhet.